# Historia postal de España

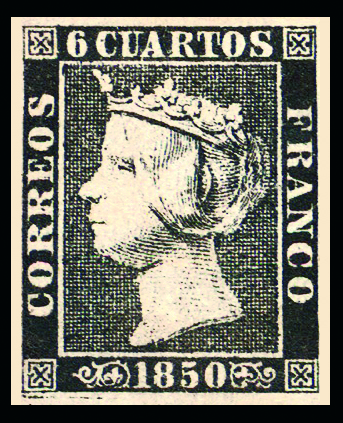
6 cuartos negro (1 de enero de 1850). Uno de los primeros sellos de España.

Este artículo ilustra la historia postal y de los sellos postales de España.

## Historia
Según el ilustrado Campomanes expresa en su Itinerario real, España fue acaso de las primeras que conoció la importancia de fijar el establecimiento de correos bajo de unas reglas sólidas. 

### Primeras noticias sobre correos: Felipe I de Castilla y Reyes Católicos
Fueron Felipe el Hermoso y la reina doña Juana los que hay noticia crearon el oficio de Maestro mayor de hostes, postas correos de su Real casa, corte, reinos y señoríos en cabeza de Francisco de Tasis; pero no hemos descubierto el título que se le despachó, ni las reglas con que debía usar de él. 
Los Reyes Católicos habían nombrado antes por maestro mayor de hostes y postas de Granada a García de Ceballos de que se infiere que las postas en España no bajan del tiempo de los Reyes Católicos y que a corta diferencia son coetáneas a las de Francia.

### Correos reglados con diligencia
En el siglo XVI se establecieron los Correos y Postas regladas en diligencia en la mayor parte de los Pueblos cultos de Europa y se fueron extendiendo sucesivamente casi a todos.

### Carlos I
Cuando murió Fernando el Católico en 1516, la misma reina doña Juana y su hijo don Carlos I de este nombre (que después fue emperador, en Real cédula despachada en Zaragoza a 28 de agosto de 1518, refrendada del secretario Francisco de los Cobos), confirieron el mismo oficio o empleo de correo mayor a Baptista Mateo y Simón de Tasis, hermanos, haciendo cabeza de él a dicho Baptista, sobrino de Francisco de Tasis. Dieron en ella forma para que: 
- solo ellos despachasen los peones o correos con la facultad de pagar a éstos lo que les correspondiese por sus viajes, reteniendo el correo mayor sus derechos, imponiendo la pena de 100.000 maravedís a los que condujesen pliegos sin su licencia
- que pudiese el correo mayor crear, nombrar y recibir los correos que viese ser convenientes al Real servicio, precediendo recibirles su juramento antes de usar de este oficio
- que estos pudiesen traerlas armas reales y no otro alguno, ni usar de este oficio, imponiendo la pena de muerte y confiscación de bienes para la Cámara de S. M. al que sin este nombramiento y solemnidad le usase
- que sus casas gozasen de la exención de alojamiento y otras cargas concejiles
- que las justicias no los pudiesen prender ni detener por deudas y de la forma que se debe observar en casos graves
- que a los correos que fuesen de viaje les suministrasen los mantenimientos y cabalgaduras que hubiesen menester pagando por ellos lo que justo fuese y no más, según que se tasase por el correo mayor con otras providencias para la seguridad e inmunidad de ellos y de sus casas: libertándoles de pechos, monedas y de todos derechos y huéspedes añadiendo la facultad de que pudiesen usar armas para la defensa de sus personas, así en la corte como en todo el reino, las que no les pudiesen ser quitadas ni tomadas.

Sobre la tarifa de derechos que debía exigir el correo mayor por razón de la décima de los viajes, se ofrecieron algunas dudas que representó el reino a la reina doña Juana y emperador don Carlos
- en las Cortes de La Coruña en el año de 1520, petición 31
- en las de Valladolid del año de 1523, petición 68
- en otras de Valladolid del año de 1531, petición 151
- en las del año de 1548 petición 135

De estas decisiones se formaron las dos leyes del tit. 9, lib. 6 de la Recopilación que trata del correo mayor.
No era mucho que, estando en los principios este oficio, se necesitasen declaraciones para arreglar sus derechos y su uso que después se consolidó mediante las confirmaciones de la cédula de 28 de agosto de 1518 a los succesores en este empleo. Pues por otra Real cédula de 8 de noviembre de 1530 de los mismos reyes, refrendada de Juan Vázquez de Molina, se hizo merced por su vida a Ramón de Tasis, caballero del Orden de Santiago, del oficio de correo mayor con las mismas facultades y preeminencias.

### Reinado de Felipe II, Felipe III y Felipe IV
Felipe II expidió otra cédula en 27 de febrero de 1556 en Amberes, refrendada de Francisco de Eraso, haciendo merced de este oficio a don Juan de Tasis, hijo del antecedente, con la expresión de haberse incluido siempre en él los de Castilla, Aragón y demás partes en que podía proveer S. M., dándole facultad a dicho don Juan de Tasis para que pudiese usar el citado oficio de maestro mayor de hostes, postas y correos conforme a la costumbre y cédulas antecedentes, por su vida.
Para después de ella proveyó Felipe III en Vaciamadrid a 4 de diciembre de 1598 el oficio de correo mayor en don Juan de Tasis, hijo del antecedente, segundo del nombre, que después fue conde de Villamediana; confirmando las mismas gracias y preeminencias tanto al oficio de correo mayor como a todos los dependentes de él.
Felipe IV, por cédula dada en Cuenca a 4 de junio de 1642, refrendada de don Fernando Ruiz de Contreras, confirma a los maestros de postas, para que 
- puedan servir en este ministerio las exenciones de alojamiento de gente de guerra de asiento o de tránsito
- que no les puedan tomar los carros y cabalgaduras que tuvieren en el servicio de sus carreras para bagajes ni para otros efectos, por precisos que fuesen: con calidad de que gocen de esta gracia los que tuviesen por lo menos tres caballos para solo correr posta
- que no hallando cebada y paja para sustentarlos, puedan valerse los maestros de postas aún de la embargada para el servicio de S. M. dándosela a la tasa y consintiéndoles que tengan sus caballos en los cotos y pastos reservados que estén más cerca de los lugares en que existen las postas, para que no se detengan los correos esperándolos
- que no se les repartan oficios concejiles, ni se les aliste a ellos ni a sus postillones por soldados de Milicia, ni los saquen a servir a parte alguna
- que a tasación se les den los caballos que hubiesen menester, embargándolos las justicias y haciendo que los dueños pongan una persona que los tase y otra los maestros de postas, para que sin faltar al Real servicio se justifique el valor y se excusen molestias cuya inviolable observancia encarga a las justicias, pena de 50.000 maravedís.

En otra cédula del mismo Rey de 11 de noviembre de 1647, refrendada de Alonso Pérez Cantarero a consulta del Consejo de Guerra haciéndose cargo S.M. que de contravenirse a las cédulas anteriores no habría maestros de postas ni postillones, confirma las preeminencias anteriores, con declaración que en cada lugar de postas han de gozar de ellas un maestro de postas y un postillón que estén destinados a las carreras ordinarias. De manera que aunque tenga más criados y postillones, solo el maestro de postas y un postillón han de gozar, cuyos nombres y esta Real cédula se habían de asentar en los libros de Ayuntamiento por las justicias, porque no se extendiesen a más personas que las sobredichas estas preeminencias y se supiese quién debía de gozar de ellas legítimamente.
Por una provisión del Consejo Real de 1 de octubre de 1662 refrendada de Gabriel de Aresti y Larrazabal, se mandan guardar en todo y por todo las cédulas antecedentes y preeminencias en ella contenidas a los maestros de postas; habiendo precedido Real decreto de remisión al Consejo para su expedición a instancia del conde de Ofiate y Villamediana, correo mayor que a la sazón era.
A causa de no observarse sus privilegios a los maestros de postas sobre el precio de cebada y paja necesaria para sus caballos, se volvió a expedir por Mariana de Austria, gobernadora de estos reinos, a consulta del citado Consejo de Guerra, sobre cédula de confirmación, refrendada del secretario don Diego de la Torre en 5 de abril de 1669.

### Reinado de Carlos II y Felipe V
Igual confirmación de preeminencias expidió a favor de los maestros de postas y postillones Carlos II, por su
cédula dada en Aranjuez a ai de abril de 1678, refrendada de don Antonio Lises de Lara, con inserción de la expedida por la reina gobernadora, su madre.
Con el motivo de estar en arrendamiento, en cabeza de don Diego de Murga, caballero de la orden de Santiago, marqués de Monte-Sacro, las estafetas y cartas del reino de Castilla, Aragón, Indias, Italia y Flandes y carrera de postas establecidas, se sirvió a su instancia Felipe V expedir nueva cédula de confirmación de preeminencias, para que se guardasen a los maestros de postas, correos y postillones que había en todas las carreras en la forma que anteriormente se habían librado al correo mayor, cuya cédula se despachó en 10 de septiembre de 1707, refrendada de don Lorenzo de Vivanco Angulo.
Militando iguales razones para que en las casas en que están situadas las estafetas y postas de cualesquier ciudades, villas y lugares del reino, sean exentas de todo alojamiento de gente de guerra, despachó el mismo rey otra cédula en 5 de junio de 1711, mandando a los capitanes generales, gobernadores de las armas y demás ministros políticos y militares observasen esta exención: cuya cédula se libró a instancia de don Juan Francisco de Goyeneche, que tenía en arrendamiento las estafetas de España, y está refrendada de don Juan Elizondo.
En consecuencia de esta y de las anteriores providencias, se comunicó por el marqués de Grimaldo, primer secretario de Estado y del Despacho universal, otra Real orden en 11 de marzo de 1720 a don Juan de Azpiazu, administrador general que fue de la renta de correos y al corregidor de Madrid declarando que los dependientes de correos son exentos de las contribuciones de cuarteles, así en esta corte como en su jurisdicción, por ser este impuesto un equivalente del alojamiento de que les reservan las cédulas de preeminencias que van referidas,
Los abusos introducidos en el manejo de las estafetas y postas, por no haberse establecido una regla fija para los viajes y derechos que se debían cobrar por haber estado segregado de la real corona el oficio de correo mayor y en arrendamiento después de su incorporación a ella, se estableció en a3 de abril del mismo año el Reglamento general para la dirección y gobierno de los oficios de correo mayor y postas de España en los viajes que se hiciesen y exenciones que han de gozar y les están concedidas a todos los dependientes de ellos. Se revalidó en el cap. 67 de esta ordenanza la jurisdicción privativa del juzgado de la renta de correos: en ella se contiene lo esencial para el manejo de las postas y es la misma que ha parecido conteniente poner a la letra en el párrafo siguiente.
Habiéndose promulgado en varios tiempos órdenes y bandos generales prohibiendo el uso de armas cortas a todo género de personas, se exceptuó siempre de ellos a los dependientes de la renta de correos.
Por un real decreto señalado de la real mano, su fecha en el Pardo a 29 de enero de 1725, se declaró no comprendidos en estos bandos a los oficiales y personas que sirven en los oficios de correos ordinarios de Italia, Castilla y el Parte, tenida consideración a los indefensos que salen de los oficios a deshora de la noche a su casa, prescribiendo la forma con que se debía usar de esta concesión. Y con efecto, se publicó en el consejo en 1 de febrero del propio año y pasaron copias de él al gobernador de la sala y corregidor de Madrid, según resulta de certificación de 19 de enero de 1740, firmada de don Miguel Fernández Munilla, escribano más antiguo y de gobierno del Consejo.
Lo mismo se declaró a favor de los correos y conductores de valijas, para que en los viajes puedan usar y traer consigo las armas prohibidas, por otra real orden de 2 de enero de 1729, comunicada al arzobispo de Valencia, gobernador del Consejo, por el marqués de la Paz, primer Secretario que fue de Estado y del Despacho: la cual igualmente se publicó en el Consejo y se mandó cumplir. Esta Real orden se halla recopilada e inserta en el tomo tercero de los Autos acordados y es el auto único, tit. 9, hb. 6 de la Novísima Recopilación.
En el año de 1739 se establecieron sillas de postas desde Madrid a los Reales sitios del Pardo, Aranjuez, San Ildefonso y El Escorial, con el deseo de facilitar en lo sucesivo igual providencia a beneficio del público en las principales carreras del reino y el fin de conseguir que los naturales y extranjeros transitasen y circulasen de unos a otros parajes sin las dificultades que hasta entonces. La precisa conexión que el ramo de sibilas tenía con el de correos y postas, dieron motivo a que por Real orden de 29 de enero del mismo año de 1739 se concediesen á los dependientes que se empleasen en este manejo, las mismas preeminencias que gozan los de correos y postas, agregándole al manejo y subordinación de la administración general de que se despachó cédula en 21 de febrero del expresado año de 1739, refrendada de don Fernando Tribiño.
La necesidad de reglas convenientes para la administración de todos los ramos de la renta de correos, movió al real ánimo a establecer dos ordenanzas: una para el gobierno de las oficinas principales y otra para los oficios de correo mayor de Castilla E Italia, sus fechas en San Lorenzo el Real a 19 de noviembre de 1743 firmadas y comunicadas por el Excmo. Sr. marqués de Villarias, siendo primer Secretario de Estado, declarando en la XXV de las establecidas para los oficios, la pena de interceptación de cartas y la XXVII la multa de cinco ducados, en que incurren los que conducen cartas fuera de balija por cada una. No se hace más individual expresión de estas ordenanzas por no conducir al manejo y uso de las postas.

### Reinado de Fernando VI
Se repitió la confirmación de todas estas preeminencias y facultades en la cédula de Superintendente general, despachada por el Fernando VI en Aranjuez a 17 de junio de 1747 a favor del don José de Carvajal y Lancaster, decano que fue del Consejo de Estado con la expresión de que, para la brevedad, comodidad y seguridad de las postas de a caballo y de ruedas, balijas y correos ordinarios, tuviese facultad el Superintendente general por sí o por las perdonas a quienes lo cometiese, de conocer sobre la reparación de los caminos antiguos y apertura de los nuevos a costa de los pueblos o de cuenta de S. M. A esta cédula es conforme en todo la de Superintendente general, expedida al Excmo. Sr. don Ricardo Wall, del Consejo de Estado de S. M., su primer secretario de Estado y del Despacho universal y del de Guerra, en Buen Retiro a 29 de julio de 1734, publicada en el Consejo y mandada cumplir en provisión despachada a 29 de octubre de 1756.
Hasta el año de 1759 no se recibía en las diversas poblaciones del reino más que una expedición de correspondencia por semana. En este año se principiaron á establecer dos expediciones, y en el año inmediato de 1760 se generalizó esta utilísima providencia.
En el año de 1764 se estableció el correo de Indias yente y viniente; los paquebotes que conducían los pliegos salían de La Coruña todos los meses para los diferentes puntos de América para lo cual de todas las cajas le dirigían las cartas sin franquearlas y las que venían se repartían desde la Coruña con puntualidad á las administraciones a que correspondían.
En el resto del reinado del don Carlos III y en especial durante la superintendencia del conde de Floridablanca, recibió este ramo un impulso extraordinario y obtuvo mejoras de tal calidad, que aún se exerimentan en el día los ventajosos resultados que produjeron.

### Reinado de Carlos IV y Fernando VII

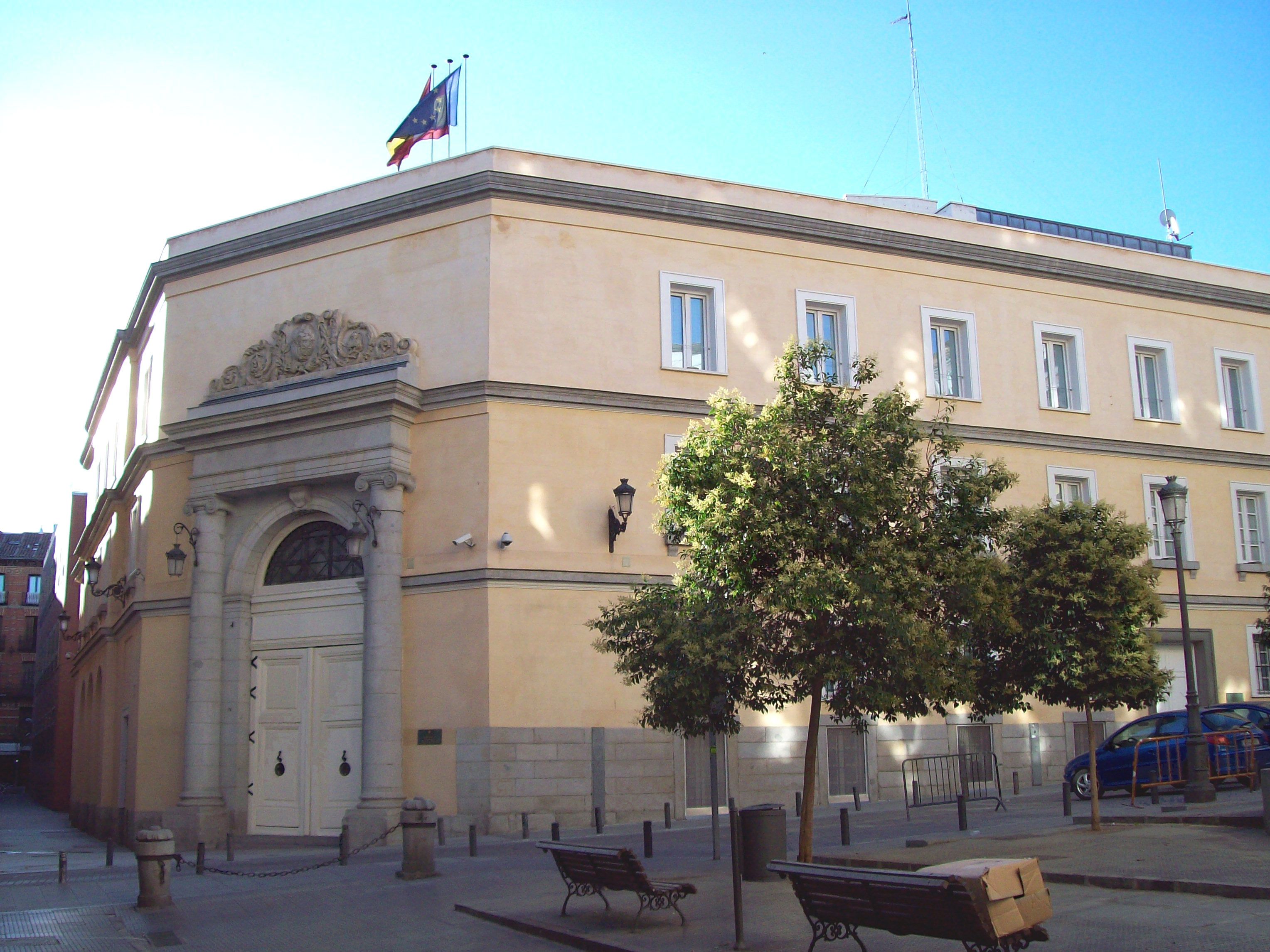
Real Casa de Postas de Madrid, construida entre 1795 y 1800

En el reinado de Carlos IV se formó y mandó observar la Ordenanza general vigente en el día, por la que se acabó de poner á este ramo en el estado de orden y perfección de que era susceptible.
En estos últimos tiempos y año de 1813, la renta de correos, destruida enteramente por los trastornos ocurridos en los cinco años anteriores, encontró sin embargo en sí misma medios de renacer de sus ruinas, de arreglar con prontitud sus servicios de administración y conducción de la correspondencia pública, de pensar luego en la reparación de caminos, que por tanto tiempo se olvidaron y en la construcción de otros nuevos de suma importancia y de costos cuantiosos. A medida que se desocupaban las provincias de las tropas enemigas que las habían invadido, la renta de correos iba reponiendo la administración y las casas de posta, en términos que, a la llegada de S. M. a Madrid en mayo de 1814, ya no había en España administración principal de correos ni agregada que no tuviese su arreglo, ni carrera de postas, ni de conducciones transversales que no se hallase montada y habilitada. 
En 1815 se publicó una nueva tarifa para el trasporte de cartas, por considerarse insuficiente la establecida en 1776 por el conde de Floridablanca.
En 1816 se emprendieron de nuevo las obras de caminos, descuidadas por tantos años y se procedió inmediatamente a la conclusión de la carretera de Madrid a Francia por Aranda, Burgos y Vitoria como una de las más importantes.

## Primera emisión de sellos

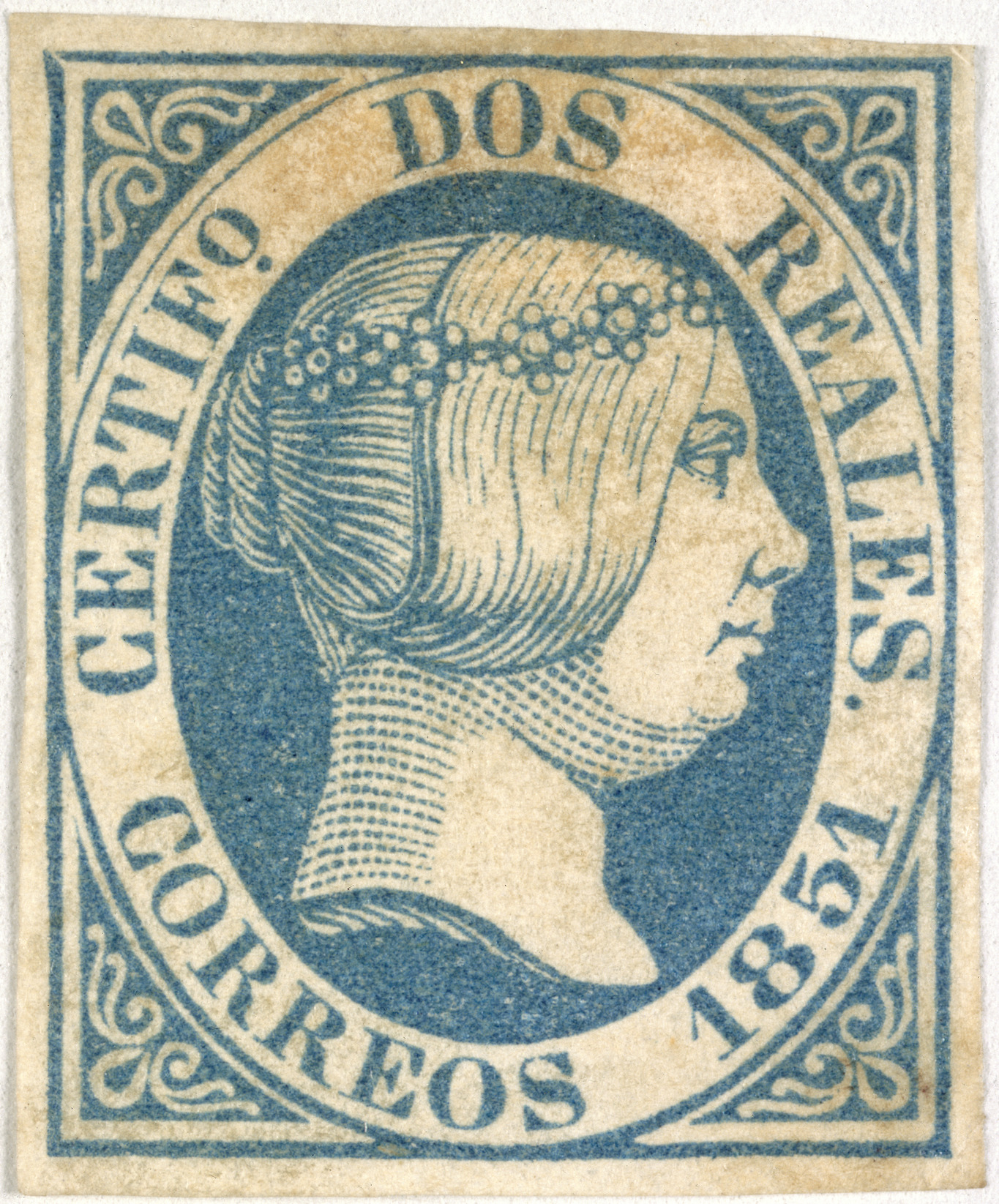
Sello de dos reales de 1851, acuñado en azul en vez de rojo. Sólo se conocen tres ejemplares. Fuente: The Tapling Collection.

Los primeros sellos de España se emitieron el 1 de enero de 1850 mostrando la efigie de la Isabel II de España.